# Leonardina woodi
A Leonardina woodi a madarak osztályának verébalakúak (Passeriformes) rendjébe és a légykapófélék (Muscicapidae) családjába tartozó Leonardina nem egyetlen faja.

## Rendszerezése
A nemet és a fajt is Edgar Alexander Mearns amerikai ornitológus írta le 1905-ben, Leonardia woodi néven. Sorolták a Trichastoma nembe Trichastoma woodi néven is.

## Előfordulása
A Fülöp-szigetek területén honos. Természetes élőhelyei szubtrópusi és trópusi síkvidéki és hegyi esőerdők. Állandó, nem vonuló faj.

## Megjelenése
Testhossza 20 centiméter.

## Természetvédelmi helyzete
Az elterjedési területe nem nagy, egyedszáma viszont stabilt. A Természetvédelmi Világszövetség Vörös listáján nem fenyegetett fajként szerepel.